# Próba sekretynowa
Próba sekretynowa (test sekretynowy) – próba mająca za zadanie ocenę zewnątrzwydzielniczej czynności trzustki. W próbie tej trzustkę stymuluje się, podając dożylnie sekretynę w dawce 1 jednostki na kilogram masy ciała badanego (1 jednostka = 4 mikrogramy), a po jej podaniu odsysa się, jednym kanałem wprowadzonej do zstępującej części dwunastnicy sondy, treść żołądkową a drugim kanałem sondy – treść dwunastniczą.
W prawidłowym wyniku próby objętość soku trzustkowego wynosi co najmniej 2 mililitry na kilogram masy ciała na godzinę i nie mniej niż 80 milimoli wodorowęglanów na litr, odchylenia od tych wartości są różne dla różnych chorób. Próba ta ma znaczną wartość diagnostyczną, jest jednak kosztowna i podatna na zafałszowanie na przykład w wyniku zaburzeń czynności wątroby.